# لیو شیائو
لیو شیائو (انگلیسی: Liu Xiao؛ زادهٔ ۸ نوامبر ۱۹۸۷) شمشیرباز اهل چین است. وی در بازی‌های المپیک تابستانی ۲۰۱۲ شرکت کرده‌است.